# Danelagen
Danelagen (oldengelsk: Dena lagunema engelsk: Danelaw eller engelsk: Danelagh) var en del af England, hvor der herskede danske lovefrem for angelsaksiske eller Mercianske love. Betegnelsen blev først nedskrevet i 1000 som Dena lage. Området, hvor danelagen herskede, ligger i det nordlige og østlige England, der længe var beboet af danere og andre nordboere.
Danelagen blev grundlagt ved den store hedenske hærs invasion af England i 865, men begrebet blev ikke anvendt til at beskrive et geografisk område før 1000-tallet. Med stigende befolkning og produktivitet i Skandinavien søgte vikingerne rigdom og hæder på De Britiske Øer, og "fortsatte med at pløje og forsørge sig selv" ifølge den Angelsaksiske Krønike for året 876.
Danelagen kan beskrive den samling af regler, love og definitioner, der blev skabt i fredsaftaler mellem Alfred den Store, konge af Wessex og den dansk krigsherre Gudrum, der blev nedskrevet efter Gudrums nederlag under slaget ved Edington i 878.
I 886 blev traktaten mellem Alfred og Gudrum formaliseret og definerede grænserne for deres kongeriger med bestemmelser for en fredfyldt forhold imellem englænderne og vikingerne. Det engelske sprog blev påvirket af vikingernes indtog, og der opstod angel-nordiske dialekter.
Danelagen består nogenlunde af følgende 15 shirer: Leicester, York, Nottingham, Derby, Lincoln, Essex, Cambridge, Suffolk, Norfolk, Northampton, Huntingdon, Bedford, Hertford, Middlesex og Buckingham.